# Yuma County, Arizona
Yuma County är ett county och ligger i sydvästra delen av delstaten Arizona i USA. Enligt folkräkningen år 2010 var countyts folkmängd 195 751. Den administrativa huvudorten (county seat) är Yuma. 
I countyt finns Marine Corps Air Station Yuma.

## Geografi
Enligt United States Census Bureau har countyt en total area på 14 294 km². 14 281 km² av den arean är land och 13 km² är vatten.

### Angränsande countyn
- Pima County, Arizona - öst
- Maricopa County, Arizona - öst
- La Paz County, Arizona - nord
- Imperial County, Kalifornien - väst